# Новосімське
Новосі́мське (рос. Новосимское, башк. Яңы Эҫем) — присілок у складі Іглінського району Башкортостану, Росія. Входить до складу Кальтовської сільської ради.
Населення — 7 осіб (2010; 15 в 2002).
Національний склад:
- росіяни — 60 %